# Duality
«Duality»  —en español: «Dualidad»— es una canción de la banda estadounidense de nu metal Slipknot. Fue el primer sencillo del tercer álbum de estudio Vol. 3: The Subliminal Verses, lanzado el 4 de mayo de 2004. El sello Roadrunner Records calificó al video musical de la canción como la mejor de la historia realizado para la discográfica.

## Significado de la letra
«Duality» expresa la dicotomía de los miembros del grupo queriendo estar lejos los unos de los otros y esforzarse por volver a estar juntos. La definición de Duality, (Dualidad), es la reunión de dos caracteres o características distintas en una misma persona o cosa. Cualidad de existir dos cosas de la misma clase, dicotomía. Duality trata sobre el momento en el que te hieres a ti mismo para aliviar el dolor, lo que demuestra que no te dejarás dominar o destruir por nadie. Corey Taylor explicó la historia de ‘Duality’, la cual su estribillo es "I push my fingers into my eyes (Estrujé mis dedos contra mis ojos)”:

¿Alguna vez has tenido esa cefalea que no va a desaparecer, y acabas apretando tu dedo medio y pulgar hacia dentro de tus ojos, sólo para detener el dolor? Por lo general, tiene que ver con tomar una elección. Llegas a ese punto en la vida cotidiana cuando tienes que tomar una decisión que puede que no quieras, pero te ves obligado a tomar esa posición.

‘Duality’ trata sobre estar en la encrucijada de tu vida, mirando hacia abajo ambos caminos, e ir, ‘Y ahora, ¿Qué voy a hacer?’.

...y Joey Jordison expresó:

Tiene uno de los grooves más heavys que se nos ha ocurrido jamás. Es una canción oscura, pero el coro es muy liberal así como sonidos y cosas que nunca hemos hecho antes, y cosas que hemos hecho con la voz de Corey son realmente salvajes.

## Video musical
El videoclip fue dirigido por Tony Petrossian y Marc Klasfeld y se realizó en Fairfield, ciudad de Des Moines. El video muestra lo que la banda representa en cuanto a fuerza y violencia. Toda una declaración de gratitud hacia sus fanáticos conocidos como Maggots. Fue producido con un costo de entre $ 300 000 y $500 000 y fue grabado el 27 de marzo de 2004, fueron aproximadamente 500 los maggots que se presentaron y 150 quedaron seleccionados para la grabación. Fue filmada en una casa de un fanático de la banda en Des Moines, la cual después de la filmación, tuvo que ser restaurada debido a un pedido de la familia que contaba con una extensa lista de objetos y accesorios que fueron dañados o destruidos durante la filmación del video. Roadrunner Records proporcionó a la familia alrededor de 50.000 dólares como compensación. El video está disponible en el CD sencillo y el DVD, Voliminal: Inside the Nine, que fue lanzado en 2006. En medio de la filmación del video, se les pidió a la banda y sus fanáticos evitar saltar demasiado, ya que han dado lugar a la espeleología o hasta corría el riesgo de que la casa colapse. También se les pidió a los aficionados que tengan precaución alrededor de Craig Jones que podían dañarlo al golpear con los clavos de su máscara.
El vídeo comienza con una gran multitud de aficionados a correr hacia la cámara que está claramente detrás de una ventana. Como dice la canción cambia la intensidad de los cortes de vídeo con las tomas dentro de la casa tocando donde tocaba la banda en lugares muy estrechos entre ellos y los fanáticos. El video cambia constantemente entre los momentos donde muestra la banda tocando y los fanes destruyendo la casa y el entorno circundante. En un momento en el video, cuando el cantante Corey Taylor canta la letra, "You cannot kill what you did not create" ("No puedes matar lo que no has creado"), las palabras se ven pintadas en la puerta del garaje detrás de la multitud. Cerca del final de la canción hay una sección donde la música y el canto van creando un ambiente altamente energético. Con anterioridad a esta, Corey aparentemente calma a la multitud con un brazo extendido, que es seguido con la imagen de Corey caminando entre la multitud repitiendo la frase "All I've got, all I've got is insane" ("Todo lo que tengo, todo lo que tengo es locura"). A continuación, los cortes de escena muestran a una muchedumbre aún mayor que se encuentra fuera de la casa observando la actuación. Una vez que el coro vuelve a comenzar, inmediatamente la multitud continúa destruyendo su entorno y la canción termina repentinamente. Más tarde se reveló que la banda había interpretado la canción varias veces mientras la multitud saqueaba la casa, y el resto del material fue editada para producir el video.

## Listado de canciones
| CD, maxisencillo |                            |          |  |
| N.º              | Título                     | Duración |  |
| 1.               | «Duality» (Single Version) | 3:33     |  |
| 2.               | «Don't Get Close»          | 3:45     |  |
| 3.               | «Disasterpieces» (Live)    | 5:23     |  |
| 4.               | «Duality»                  | Video    |  |

## Posicionamiento en listas
| Lista (2004)                                | Mejor posición |
| ------------------------------------------- | -------------- |
| Alemania (Offizielle Deutsche Charts)       | 28             |
| Bélgica (Flandes) (Ultratip Bubbling Under) | 7              |
| Bélgica (Valonia) (Ultratop 50)             | 37             |
| Escocia (Scottish Singles Sales Chart)      | 16             |
| Estados Unidos (Bubbling Under Hot 100)     | 6              |
| Estados Unidos (Alternative Airplay)        | 6              |
| Estados Unidos (Mainstream Rock)            | 5              |
| Francia (SNEP)                              | 74             |
| Hungría (Single Top 40)                     | 6              |
| Irlanda (IRMA)                              | 43             |
| Italia (FIMI)                               | 27             |
| Países Bajos (Mega Single Top 100)          | 63             |
| Reino Unido (UK Rock & Metal)               | 1              |
| Reino Unido (UK Singles Chart)              | 15             |
| Suecia (Sverigetopplistan)                  | 35             |
| Suiza (Schweizer Hitparade)                 | 87             |